# Flamenco

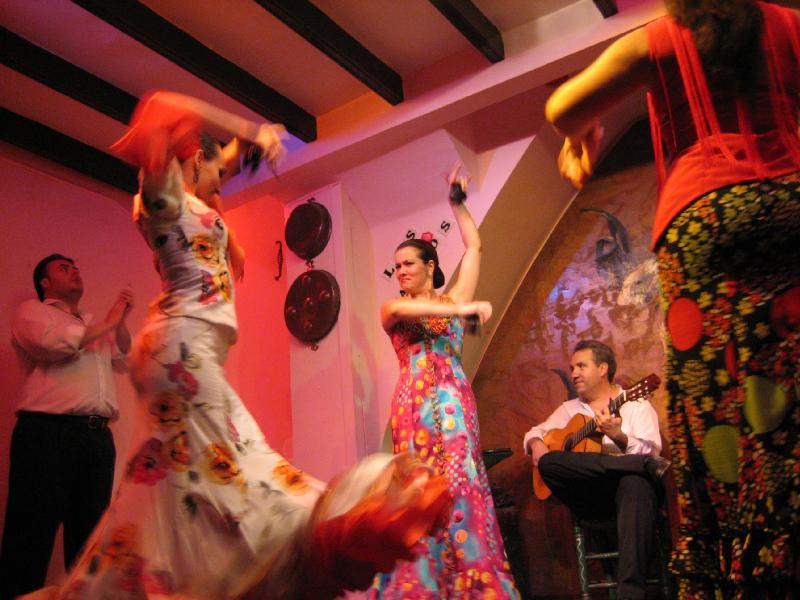
Flamenco w Sewilli

Flamenco – zjawisko kulturowe, związane z folklorem andaluzyjskich Romów, obejmujące muzykę, śpiew, taniec, strój i zachowania. Jego tradycja pochodzi z Andaluzji  i  tam do dziś można oglądać jego wykonanie.
W 2010 roku flamenco zostało wpisane na listę niematerialnego dziedzictwa UNESCO.

## Cechy charakterystyczne
Taniec flamenco posiada swe korzenie w dawnych religijnych tańcach orientalnych. W dzisiejszej jego postaci dopatrzyć się można wielu elementów tańca hinduskiego, takich jak ruchy ramion, dłoni i palców, a także używanie nóg jako instrumentu perkusyjnego. Prawdopodobnie taniec ten pochodzi bezpośrednio od hinduskiego tańca katak.
Tańcząc flamenco opowiada się historię, ale gestom nie przypisuje się konkretnych znaczeń. We flamenco ruchy ciała i gesty wyrażają pewne stany emocjonalne tancerza lub podkreślają znaczenie słów i charakter melodii, która im towarzyszy. Taniec wykonywany jest solo, w duecie, w większej grupie lub kolejne „solówki”, wykonują poszczególni tancerze.
Strój tancerzy – przeważnie czarny, granatowy lub ciemnobrązowy – to obcisłe spodnie, biała koszula, obcisła kamizelka, mała apaszka pod szyją, buty wzorowane na butach do jazdy konnej z wysokimi obcasami i charakterystyczny płaskodenny kapelusz. Kamizelka i kapelusz bywają wykorzystywane jako element choreografii.
Strój tancerek to przede wszystkim szeroka, kolorowa falbaniasta spódnica lub suknia (wykorzystywana w tańcu), falbaniasty gorset i kolorowa chusta, uzupełnione  czasem przez wachlarz, grzebień lub kwiat.
Muzyka wykonywana jest przede wszystkim na gitarze (choć zdarzają się przypadki użycia fletu, skrzypiec, wiolonczeli). Rytm wybiją zarówno tancerze jak i śpiewacy przez: uderzenia dłońmi (klaskanie), pstrykanie palcami, uderzenia otwartymi dłońmi o pudło (tzw. cajón), na którym siedzi śpiewak i za pomocą kastanietów.
Z punktu widzenia charakteru wykonywanego śpiewu (muzyki) rozróżnia się następujące rodzaje flamenco:
- cante jondo (cante grande): siguiriyas, soleá, tientos
- cante intermedio: bulerías
- cante chico: alegrías, fandango, farruca, sevillana

## Historia
Dawniej gitara flamenco była jedynie instrumentem towarzyszącym, ale na początku XX wieku zaczęła się powoli przekształcać w instrument solowy.  Największym gitarzystą tamtego okresu był Ramón Montoya (1880–1949), który wprowadził elementy zapożyczone z gry na gitarze klasycznej. W latach 60. przemiany kontynuował Manolo Sanlucar.
Początki szerokiej popularności flamenco sięgają końca lat 60. XX wieku. Wśród wykonawców nowoczesnego flamenco najważniejszą postacią ostatnich lat był zmarły w 1992 roku Camarón de la Isla. Towarzyszył mu wybitny gitarzysta Paco de Lucía, oraz jego brat – Ramón de Algeciras (zm. 2009), a później inny gitarzysta – Tomatito.  Po nagraniu 10 płyt z Paco de Lucia Camarón rozpoczął karierę solową nagrywając w 1979 rewolucyjną płytę La Leyenda del tiempo, o której gazety pisały, że dla flamenco jest tym samym, czym dla muzyki pop Sgt. Pepper’s Lonely Hearts Club Band Beatlesów.
Jednym z pierwszych nowatorów, który odniósł sukces komercyjny był Paco de Lucia, a wkrótce dołączyli do niego Lole y Manuel oraz inni, którzy unowocześnili brzmienie flamenco i poszerzyli klasyczny repertuar o nowe pieśni. I tak  na przykład Enrique Morente i Juan Peña pseudo „el Lebrijano” pierwsi współpracowali z grupami andaluzyjskimi z Maroka.
Kolejni muzycy wprowadzali często do swych nagrań elementy rocka, salsy, bluesa i jazzu (w ten sposób powstał ruch muzyczny nazywany „nuevo flamenco”). Narodziły się grupy: Ketama, Pata Negra, La Barbiera del Sur, Navajita Platea, sukcesy odnosiła wokalistka Niña Pastori. Zespół Pata Negra, prowadzony przez braci Raimunda i Rafaela Amadorów, wydał w roku 1987 album Blues de la Frontera, który stał się wielkim wydarzeniem na hiszpańskim rynku muzycznym.
Ważnym krokiem w rozwoju „nuevo flamenco” było nagranie przez Paco Peñę w 1991 Misa Flamenca – mszy z udziałem pieśniarzy flamenco oraz chóru muzyki poważnej z Londynu.
Pod koniec lat 90. udany powrót na scenę mieli tacy artyści jak Enrique Morente i José Mercé. Morente wydał w roku 1996 z grupa rockową Lagartija Nick ciekawy album Omega, natomiast José Mercé wspólnie z Vincente Amigo wydali płytę Del Amanecer.
Mimo stałego unowocześniania flamenco, nadal zasadnicze znaczenie ma przejmowanie tradycji flamenco z pokolenia na pokolenie. Jedna z najlepszych wykonawczyń „czystego” flamenco Fernanda de Utrera (1923–2006) oraz jej młodsza siostra Bernarda były wnuczkami legendarnego cygańskiego pieśniarza „Pininiego”. Nawet członkowie zespołu Ketama wywodzą się z dwóch cygańskich klanów – Carmonas i Sotos. Na początku XXI wieku imponującą karierę zaczęła robić Estrella Morente (ur. 1980), córka śpiewaka flamenco Enrique Morente i tancerki Aurory Carbonell.

## Flamenco i inne rodzaje muzyki
Obecnie, coraz bardziej widoczne są wpływy innych gatunków muzyki na flamenco. Efektem jest powstanie takich hybryd muzycznych jak flamenco chill, albo flamenco lounge. Tacy artyści jak m.in. Almasala, bracia Sotomayor, Freddy Marquez czy Chambao czerpią inspirację z muzyki elektronicznej, chilloutowej osadzając ją na gruncie muzyki flamenco.